# Західногімалайські субальпійські хвойні ліси
Західногімалайські субальпійські хвойні ліси — екорегіон помірних хвойних лісів у західній частині Гімалаїв, від річки Ґандакі в Непалі до Східного Пакистану та від пагорбів Шівалік до лінії лісу.
Зволоження переважно мусонами. Оскілько більша частина вологи перехоплюється Східними Гімалаями, цей екорегіон порівняно сухий.
Для екорегіону характерні такі види рослин як блакитна сосна (Pinus wallichiana), сосна Жерарда (Pinus gerardiana), гімалайська ялиця (Abies pindrow), чудова піхта (Abies spectabilis) і гімалайська ялина (Picea smithiana), поширені в більшій мірі, ніж на сході хребту. Крім них, на найменших висотах (опускаючись до 2400 м) також поширені прапороподібний дуб (Quercus semecarpifolia), різни види рододендрону, ялини, берези, гімалайський кипарис (Cupressus torulosa), гімалайський кедр (Cedrus deodara).
Серед ендемічних видів тварин: гризун Hyperacrius wynnei і 9 видів птахів.
Приблизно 2400 км² території або близько 6 % екорегіону знаходяться під охороною. Загалом найбільшою загрозою є знелісення для потреб сільського господарства, хоча традиційна практика терасового землеробства зменшує ерозію і має позитивний ефект на екорегіон. Негативний ефект має й збір деревини місцевими мешканцями і туристами для палива.
| Екологія | Це незавершена стаття з екології. Ви можете допомогти проєкту, виправивши або дописавши її. |